# Ґурандухт
Ґурандухт (груз. გურანდუხტი; XII ст.) — друга дружина грузинського царя Давида IV Багратіоні. Ім'я перекладається як «переможна донька».

## Життєпис
Походила з половецького впливового роду Ольберлю. Донька хана Атрака. Власне половецьке ім'я невідоме. 1118 року останній уклав політичний союз з царем Давидом IV, що було закріплено шлюбом останнього з Ґурандухт. Та прийняла православ'я, отримавши грузинське ім'я Ґурандухт.
Народила сина Вахтанга, але оскільки він був молодшим, то не мав прав на трон. Сприяла налагодженю відносин між половецькою знаттю та грузинською аристократією, розселенню частини половців у Грузинському царстві. Дата смерті невідома.